# Zabawa (album)
Zabawa – piąty album studyjny Krzysztofa Zalewskiego, wydany 18 września 2020 roku nakładem wytwórni Kayax. Album zawiera 11 premierowych utworów wokalisty, a pierwszym singlem promującym płytę został utwór „Annuszka”.
Płyta dotarła do 2. miejsca listy OLiS. W grudniu 2022 uzyskała certyfikat platynowej płyty.

## Opis
Jak mówi autor: „Płyta jest taneczna i nieco mroczna, acz bardziej taneczna niż mroczna. Nocna. To taniec na koniec świata. Nieco apokaliptyczne przemyślenia 35-letniego mężczyzny. Co prawda teksty pisałem przed koronawirusem, albo na samym początku, gdzie dochodziły tylko jakieś memy o Chinach, ale przebijają się momentami apokaliptyczne wizje. Trochę też rozprawiam się ze swoimi demonami, piszę do syna, ale głównie, jak zwykle, piszę o sobie”.
Okładka albumu została zaprojektowana przez Tomka Kuczmę i Marcina Kempskiego, którzy otrzymali za nią Nagrodę Specjalną im. Rosława Szaybo w Konkursie 30/30.

## Lista utworów
Opracowano na podstawie materiału źródłowego.
| Nr  | Tytuł utworu             | Długość |
| --- | ------------------------ | ------- |
| 1.  | „Zabawa”                 | 4:22    |
| 2.  | „Annuszka”               | 4:01    |
| 3.  | „Dystans”                | 4:15    |
| 4.  | „Oddech”                 | 2:40    |
| 5.  | „Lustra”                 | 3:14    |
| 6.  | „Tylko nocą”             | 3:55    |
| 7.  | „Wszystko będzie dobrze” | 4:02    |
| 8.  | „Na apatię”              | 4:50    |
| 9.  | „Szpieg”                 | 3:34    |
| 10. | „Ojcowie”                | 3:21    |
| 11. | „Grzeczny bądź”          | 4:01    |
|     |                          | 42:15   |